# 貝佐拉白鮭
貝佐拉白鮭，為輻鰭魚綱鮭形目鮭科白鲑属的一種，分布於法國的布尔歇湖，體長可達32公分，因過度漁撈，於1960年代絕種。